# Боффалора-сопра-Тичино
Боффалора-сопра-Тичино (итал. Boffalora sopra Ticino) — коммуна в Италии, в провинции Милан области Ломбардия.
Население составляет 4265 человек, плотность населения составляет 609 чел./км². Занимает площадь 7 км². Почтовый индекс — 20010. Телефонный код — 02.
Покровительницей коммуны почитается Пресвятая Богородица (Дева Мария Снежная), празднование 5 августа.